# Каратал (Баймакский район)
Каратал (баш. Ҡаратал) — деревня в Акмурунском сельсовете Баймакского района Республики Башкортостан России. Согласно переписи 2020 года население составляло 504 человека.
С 2005 года имеет современный статус.

## Географическое положение
Расстояние до:
- районного центра (Баймак): 15 км,
- центра сельсовета (Акмурун): 10 км.

## История
Название происходит от назв. местности Ҡаратал («кара» «тал» — черный тал).
Статус деревни, сельского населённого пункта, посёлок получил согласно Закону Республики Башкортостан от 20 июля 2005 года № 211-з «О внесении изменений в административно-территориальное устройство Республики Башкортостан в связи с образованием, объединением, упразднением и изменением статуса населенных пунктов, переносом административных центров», ст.1:

6. Изменить статус следующих населенных пунктов, установив тип поселения — деревня:

5) в Баймакском районе:…

д) поселка Каратал Акмурунского сельсовета

## Население
| 2002 | 2009 | 2010 |
| ---- | ---- | ---- |
| 532  | ↗561 | ↘512 |

Национальный состав
Согласно переписи 2002 года, преобладающая национальность — башкиры (100 %).

## Религия
В селе есть мечеть.